# West-Afrikaanse longvis
De West-Afrikaanse longvis (Protopterus annectens) is een vissensoort die behoort tot de groep van de Kwastvinnigen (Sarcopterygii). De naam werd voor het eerst gepubliceerd in 1839 door Owen als Lepidosiren annectens.

## Kenmerken
De soort kan dankzij de goed ontwikkelde long op het land in leven blijven. De vinnen van deze longvis zijn vrij lang en breekbaar en niet geschikt om het lichaam op het land te dragen. Enkele van de vroege luchtinademende vissen, die nu alleen bekend zijn van fossiele skeletten, waren in dit opzicht veel beter uitgerust. Hun lichaamslengte bedraagt maximaal 200 cm en het gewicht tot 10 kg.

## Leefwijze
Deze carnivore longvissen zijn geen echte jagers, maar besluipen hun prooien meestal. Bij het aanbreken van de droge tijd begraven ze zich in de modder, waarna ze zich bedekken met een slijmcocon.

## Verspreiding en leefgebied
Deze soort komt algemeen voor in West- en Midden-Afrika.